# Moon Knight
Moon Knight är fiktiv figur och superhjälte som först publicerades av Marvel Comics 1975.
Marc Spector är en amerikansk före detta legosoldat, boxare och CIA-agent som, efter att ha varit nära döden i den egyptiska öknen, återvänt till USA för att bekämpa brott som den maskerade hämnaren Moon Knight. Moon Knight, Mark Spector, använder flera olika identiteter, som miljardären Steven Grant och taxichauffören Jake Lockley, för att på så sätt få information från olika grupper i samhället. Moon Knight tar ofta hjälp av Jean-Paul DuChamp, "Frenchie", en pilot och närstridsexpert. Moon Knight har övermänskliga krafter på grund av att han är en avatar av den egyptiske månguden Khonsu.
2022 släpptes en TV-serie på Disney+ om Moon Knight.